# BDR Thermea

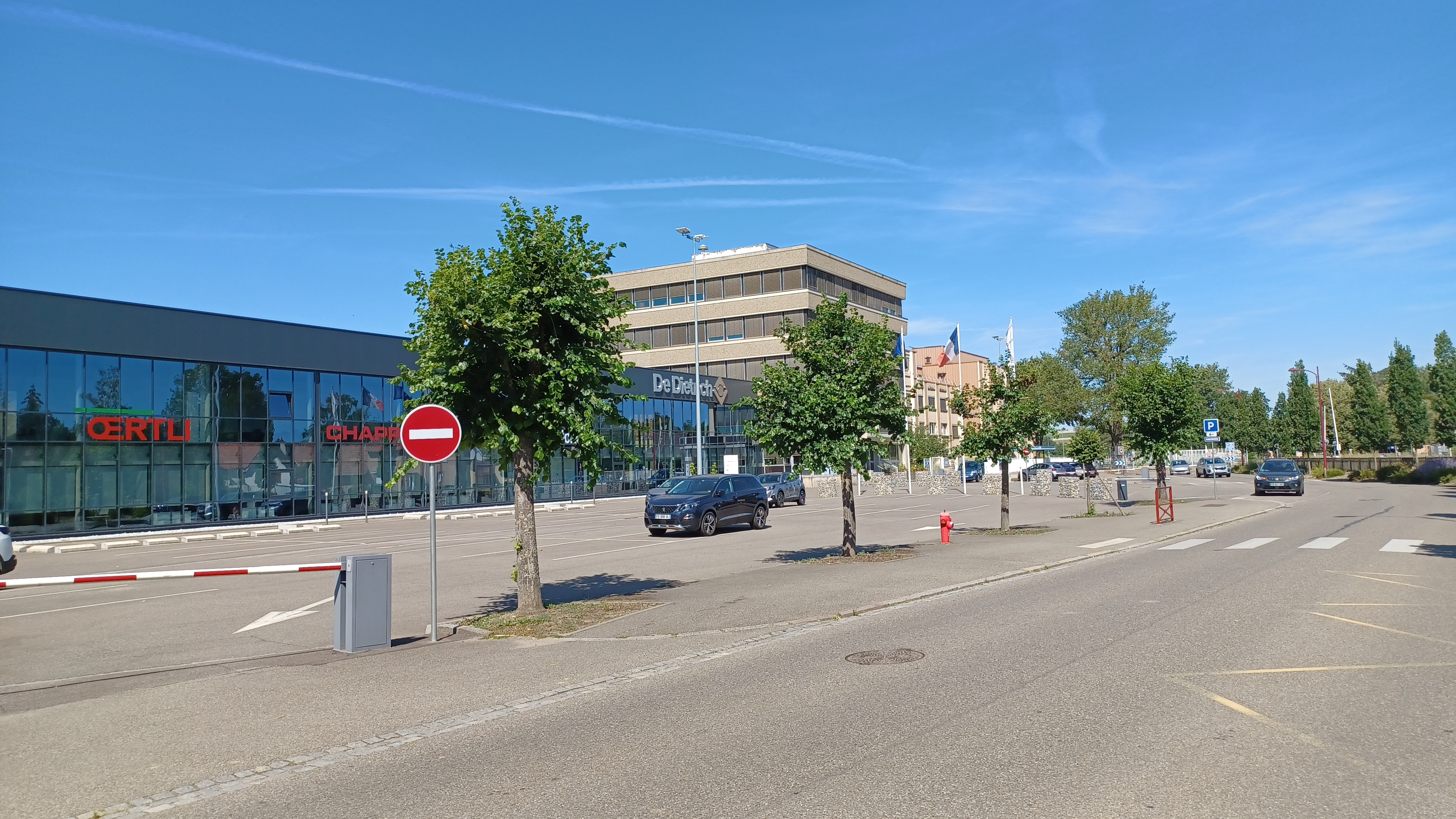
El Grupo BDR Thermea reúne a marcas como Oertli, Chappée y De Dietrich.

BDR Thermea es un fabricante europeo de aparatos de calefacción domésticos e industriales. La firma fue creada por la fusión de Baxi y De Dietrich Remeha en 2009. Las divisiones de calefacción y aire acondicionado de la empresa española Roca han sido una reciente incorporación al grupo.
Con sede en Apeldoorn, Holanda, BDR Thermea proporciona productos de calefacción y agua caliente a Reino Unido, Francia, Alemania, España, Países Bajos e Italia y tiene una fuerte posición en el rápido crecimiento de los mercados de Europa del Este, Turquía, Rusia, América del Norte y China. En total BDR Thermea opera en más de 70 países en todo el mundo.
Actualmente emplea a unas 6300 empleados en todo el mundo, el Grupo Thermea BDR tuvo una facturación de alrededor de 1800 millones de euros en 2011, convirtiéndose en el tercer mayor fabricante de aparatos de calefacción en Europa.